# Saarländisches Staatsorchester
Das Saarländische Staatsorchester, das als Orchester der Gesellschaft der Musikfreunde unter der Leitung von Viktor Cormann im Jahr 1912 gegründet wurde, wirkt in Opern-, Ballett- und Musicalproduktionen des Saarländischen Staatstheaters mit. Darüber hinaus spielt das Orchester in unterschiedlichen Konzertformaten in und außerhalb Saarbrückens sowie auf internationalen Konzertpodien. In jeder Spielzeit finden acht Sinfoniekonzerte mit Solisten und Dirigenten im Konzertsaal der Congresshalle statt. Darüber hinaus wurden weitere Konzertreihen wie beispielsweise Showcase- und Kirchenkonzerte erfolgreich etabliert. Eine besondere Partnerschaft verbindet das Orchester mit dem Saarländischen Rundfunk und dem Deutschlandradio Kultur.

## Liste der Orchesterleiter des Saarländischen Staatsorchesters
- Cormann, Viktor 1912–1922
- Tietjen, Heinz 1922
- Lederer, Felix 1922–1935
- Schleuning, Wilhelm 1935–1937
- Bongartz, Heinz 1937–1944
- Wüst, Philipp 1946–1964
- Köhler, Siegfried 1964–1974
- Prick, Christoph 1974–1977
- Kuntzsch, Matthias 1977–1985
- Kout, Jiří 1985–1991
- Märkl, Jun 1991–1994
- Wagner, Laurent 1994–1998
- Henzold, Olaf 1998–2001
- Grin, Leonid 2001–2006
- Trinks, Constantin 2006–2009
- Kamioka, Toshiyuki 2009–2014
- Milton, Nicholas 2014–2017
- Rouland, Sébastien seit 2017

## Liste der Namen des Saarländischen Staatsorchesters
- Orchester der Gesellschaft der Musikfreunde (1912–1919)
- Schauspielorchester (1919–1922)
- Städtisches Orchester (1922–1938 sowie 1945–1977)
- Orchester des Gautheaters Westmark (1938–1945)
- Saarländisches Staatsorchester Saarbrücken (seit 1977)